# Meristogenys
Meristogenys es un género de anfibios anuros de la familia Ranidae. Fue descrito por primera vez por Da-Tong Yang (de la Academia Sinica en Kunming) en 1991 a partir de un ejemplar de Hylarana jerboa Günther, 1872. Su nombre hace referencia al pico partido de los renacuajos: del griego μέρος (meristo) partido, dividido y γενής (genys) generado. Son denominadas ranas de Borneo ya que son endémicas de esta isla.
El 75% de las especies del género se encuentran en alguna de las categorías amenazadas de la Lista Roja de la UICN y más del 60% de sus poblaciones se hallan en recesión.

## Descripción
En los adultos la longitud del primer metacarpo es menos de media vez el segundo, el primer dedo de la mano es mayor que el segundo y la longitud de la tibia es más de 0,7 veces la longitud del morro a la cloaca. El disco del dedo interno del pie, y casi siempre de los tres dedos internos, es ligeramente mayor o igual que los de los dedos de la mano. Todos estos caracteres lo distinguen de Amolops y de Huia.
Su cuerpo es delicado. La piel de la espalda es rugosa y, a menudo, con pequeños granos córneos. El ancho de la cabeza es menor que su longitud, destacando el morro puntiagudo. Los discos de las yemas de los dedos son pequeños, menores que el diámetro del tímpano. Con un pequeño tubérculo metatarsal redondeado, excepto en M. kinabaluensis. Los machos tienen sacos bucales y, durante el cortejo, la yema del primer dedo de la mano se hace muy sedosa.
El pico superior de los renacuajos está dividido, lo cual es una característica propia del género, además es rugoso y aserrado y con costillas en la superficie externa. A continuación de la boca aparece una abultada y bien desarrollada ventosa abdominal, al igual que ocurre, por convergencia evolutiva, en los de Amolops, Huia y Rana sauteri. Poseen glándulas postorbitales, infraorbitales, en los flancos del cuerpo, en el espiráculo y, a veces, en la cola.

## Sistemática y taxonomía
Al año siguiente de su descripción, Alain Dubois (del Museo Nacional de Historia Natural de Francia) lo situó como subgénero de Amolops y ha formado parte de él hasta 2006, cuando el equipo de Darrel R. Frost (del Museo Americano de Historia Natural) consideró que era taxón hermano de Clinotarsus. En 2007 Hong-xia Cai (de la Universidad de Sichuan) y colaboradores lo consideraron parafilético de Huia. Un año más tarde Bryan L. Stuart (del Museo Field de Historia Natural) demostró que Meristogenys es, efectivamente, parafilético y taxón hermano de Huia.

### Especies
Este es un género con 13 especies reconocidas:
- Meristogenys amoropalamus (Matsui, 1986)
- Meristogenys dyscritus Shimada, Matsui, Yambun & Sudin, 2011
- Meristogenys jerboa (Günther, 1872)
- Meristogenys kinabaluensis (Inger, 1966)
- Meristogenys macrophthalmus (Matsui, 1986)
- Meristogenys maryatiae Matsui, Shimada & Sudin, 2010
- Meristogenys orphnocnemis (Matsui, 1986)
- Meristogenys penrissenensis[4] Shimada, Matsui, Nishikawa & Eto, 2015
- Meristogenys phaeomerus (Inger & Gritis, 1983)
- Meristogenys poecilus (Inger & Gritis, 1983)
- Meristogenys stenocephalus Shimada, Matsui, Yambun & Sudin, 2011
- Meristogenys stigmachilus Shimada, Matsui, Yambun & Sudin, 2011
- Meristogenys whiteheadi (Boulenger, 1887)